# إسكندر وتوت
اسكندر جواد حسن وتوت (ولد في سنة 1946 في الحلة-) سياسي عراقي، وعضو مجلس النواب العراقي نائب عن ائتلاف دولة القانون. 